# Franciszek Dunin Łaskarzewski
Franciszek Dunin Łaskarzewski – chorąży lubelski, konsyliarz konfederacji targowickiej województwa wołyńskiego, poseł bełski na sejm grodzieński (1793), członek konfederacji grodzieńskiej 1793 roku.